# Svinia
Svinia (em húngaro: Szinye) é um município da Eslováquia, situado no distrito de Prešov, na região de Prešov. Tem 14,73 km² de área e sua população em 2018 foi estimada em 2.336 habitantes.

## Demografia
| Ano:        | 1994 | 2004    | 2014    | 2024    |
| ----------- | ---- | ------- | ------- | ------- |
| Broj ljudi: | 1159 | 1452    | 2086    | 2673    |
| Razlika:    |      | +25,28% | +43,66% | +28,13% |

| Ano:               | 2023 | 2024   |
| ------------------ | ---- | ------ |
| Número de pessoas: | 2566 | 2673   |
| Diferença:         |      | +4,16% |